# Cantón de Grimaud
El cantón de Grimaud era una división administrativa francesa, que estaba situada en el departamento de Var y la región de Provenza-Alpes-Costa Azul.

## Composición
El cantón estaba formado por cinco comunas:
- Cogolin
- Grimaud
- La Garde-Freinet
- Le Plan-de-la-Tour
- Sainte-Maxime

## Supresión del cantón de Grimaud
En aplicación del Decreto nº 2014-270 de 27 de febrero de 2014, el cantón de Grimaud fue suprimido el 22 de marzo de 2015 y sus 5 comunas pasaron a formar parte; cuatro del nuevo cantón de Sainte-Maxime y una del nuevo cantón de Le Luc.